# Архитектура Алжира
Архитектура Алжира проистиче из разнолике историје на коју су утицали бројни унутрашњи и спољашњи фактори, укључујући Римско царство, муслиманско освајање Магреба, француску колонизацију и покрете за алжирску независност.

## Античка Картагина
Античка Картагина је имала контролу над приобалним Алжиром од 5. века пре нове ере. Утицај царства на алжирску архитектуру видљив је у усвајању хибридизованих стилова који су интегрисали пунску, хеленистичку и римску архитектуру у постојеће архитектонске традиције.

## Краљевска нумидијска архитектура
Под древним берберским краљевствима Нумидије и Мауретаније, Алжир је доживео повећан урбани развој. „Нумидијска краљевска архитектура“ је термин који се користи за споменике које су изградили нумидијски краљеви, а који обухватају гробнице, тумулусе и светилишта. Урбанизација је посебно повезана са владавинама краљева Масинисе (202. п. н. е. – 148. п. н. е.) и Јубе II (30. п. н. е. – 25. н. е.). Докази о урбаном планирању током краљевине Мауретаније пронађени су и у суседним Мароку и Тунису. Јуба II и његова жена, Клеопатра Селена, били су клијенти (вазали) Рима и промотери касне хеленистичке културе. Користили су Иол (данашњи Шершел) као своју краљевску престоницу, преименовали га у Цезареју и развили га у град са правилним мрежним планом и врстом архитектуре повезане са римским Августовим периодом. Неке грађевине у Цезареји су оквирно датиране у Јубино време, укључујући позориште, амфитеатар и луку.
- Краљевски маузолеј Мауританије изграђен у касном 1. веку п. н. е. или раном 1. веку н.е.
- Маузолеј краља Мадгхиса у провинцији Батна изграђен је у 3. веку пре нове ере

Бројни велики погребни споменици и гробнице изграђени током тог доба су најбоље документовани примери архитектуре берберског краљевства. Споменици комбинују низ различитих архитектонских стилова које су увели Картагињани, често позивајући се на хеленистичке и пунске мотиве. Најстарији од њих је Медрасен у данашњем Алжиру, за који се верује да датира из времена Масинисе. Гробница се састоји од великог тумулуса изграђеног од тесаног камена, са шездесет дорских стубова и венцем у египатском стилу. Још један познати пример је Краљевски маузолеј Мауретаније у западном Алжиру, који можда датира из времена Јубе II. Ова структура се састоји од каменог тумулуса, декоративних стубова и спиралних стаза које воде до једне унутрашње коморе. Више „гробница са кулама“ из нумидског периода може се наћи и на локалитетима од Алжира до Либије. Упркос широком географском распону, често деле сличан стил: обично троспратну грађевину са конвексном пирамидом на врху. Можда су првобитно били инспирисани грчким споменицима, али представљају оригиналан тип структуре повезане са нумидском културом. Примери ових структура пронађени су у Сиги и Сума д'ел Хрубу, као и у Дуги (у данашњем Тунису) и Сабрати (у Либији). 

## Римско доба
Римљани су анектирали источну Нумидију 46. године п. н. е. Након Арабијеве смрти, шест година касније, анектирана је и западна Нумидија. Две провинције су касније спојене са Триполитанијом и формирале су римску провинцију Африка.
Римљани су изградили више од 500 градова и места на територији данашњег Алжира. Приликом развоја планова за своје нове градове, римски градитељи су најчешће користили ортогоналну, правоугаону мрежу коју су карактерисали декуманус (улица оријентисана исток-запад) и кардо (улица оријентисана север-југ). Улице су биле затворене капијама, а на њиховој раскрсници се налазио форум.
Град Тимгад, који је основао Трајан око 100. године н.е, добро је очуван пример римског урбаног планирања у Алжиру. Град је распоређен у тачном квадрату, са димензијама од 1.200 римских стопа са све четири стране. Град је даље био подељен на квадратне градске блокове, сваки површине 100 квадратних римских стопа.
- Римски мост из Ел Кантара
- Славолук у Дијана Ветераноруму изграђен 217. године нове ере
- Једнообразни распоред Тимгада, видљив у савременим рушевинама локалитета

## Рана исламска ера
Ислам је стигао у Алжир у 7. веку путем арапског освајања Северне Африке. Исламско освајање је донело многе карактеристике муслиманских градова у Алжир, укључујући базар као трговачки центар, хамам као друштвени центар и џамију и пратећу медресу као верски центар. Град Алжир, чији је стари део познат као Казба, развио се током ове ере.
У складу са Кураном, градови су били подељени на јавни простор (халал) и приватни простор резервисан за жене и породице (харим). Стамбена подручја градова су се такође све више сегрегирала у верске четврти. За разлику од искључивог европског гета, ови квартови су представљали изоловане културне центре за јеврејски и исламски живот унутар алжирског града.
Након почетног муслиманског освајања, владало је више династија, укључујући Рустамиде, Аглабиде, Фатимиде и Зириде. Џамија у селу Сиди Окба (близу Бискре), наводно је најстарији исламски споменик у Алжиру, јер садржи гробницу Укбе ибн Нафија из 686. године. Сама џамија, једноставна хипостилна грађевина слична раним џамијама у Медини, вероватно је модификована и реновирана у каснијим периодима. Године 790, Идрис I, оснивач династије Идрисида, основао је џамију у Агадиру на месту римског насеља Померија (касније Тлемсен), чије су остатке ископали савремени археолози. Рустамиди су основали нову престоницу за себе у Тахарту (близу данашњег Тиарета), коју су сезонски насељавали њени полуномадски становници. Фатимиди су га уништили 909. године, али су његови остаци ископани у 20. веку. Град је био окружен утврђеним зидом испресецаним квадратним кулама. Имао је хипостилну џамију, утврђену цитаделу на узвишењу и палату са великим двориштем сличним дизајну традиционалних кућа.
934. године, док је био у служби фатимидског калифа ел-Каима, вођа Зирида Зири ибн Манад саградио је палату у Аширу. То је једна од најстаријих палата у Магребу коју су данас открили и ископали археолози.  Изграђена је од камена и има пажљиво осмишљен симетричан план који је укључивао велико централно двориште и два мања дворишта у сваком од бочних крила палате. Неки научници верују да је овај дизајн имитирао сада изгубљене Фатимидске палате у Махдији. Хамадиди, огранак Зирида, настанили су се у Алжиру и 1007. године основали су потпуно нову утврђену престоницу познату као Кала'ат Бани Хамад, североисточно од данашње М'Силе. Иако напуштен и уништен у 12. веку, град су ископавали савремени археолози и локалитет је једна од најбоље очуваних средњовековних исламских престоница на свету, са више палата и монументалном џамијом. ‍:125
Од краја 11. до почетка 13. века, различити делови алжирске територије били су под контролом Алморавида и Алмохада, берберских царстава која су владала у Северној Африци и Ал Андалузу (Пиринејско полуострво под контролом муслимана). Велика џамија у Тлемсену (1082), Велика џамија у Алжиру (1096–1097) и Велика џамија у Недроми (1145) су важне грађевине из периода Алморавида. Алморавидски период, заједно са каснијим Алмохадским периодом, сматра се једном од најформативнијих фаза „маварске“ (западне исламске) архитектуре, успостављајући многе облике и мотиве који су дефинисали архитектонске стилове у региону током наредних векова.

## Зајанидски период
Након Алмохада, династија Зајанида или Абд ел-Вадида владала је из своје главне престонице у Тлемсену. Јагморасан (владао 1236–1283), оснивач династије, додао је минарете ранијој џамији у Агадиру и Великој џамији у Тлемсену.  Његов наследник, Абу Саид Осман (владао 1283–1304), основао је џамију Сиди Бел Хасан 1296. године, такође у Тлемсену.  Зајаниди су изградили и друге верске објекте у граду и околини, али многи нису преживели до данас или су сачували мало од свог првобитног изгледа. Медресе, као што је медреса Ташфинија (основана од стране Абу Ташфина I, владао 1318–1337), биле су нове институције које су уведене у Магреб у 13. веку и прошириле су се под Зајанидима и њиховим савременицима. Династија Маринида, са седиштем у Фесу, повремено је окупирала Тлемсен и такође је оставила свој траг на том подручју. Током опсаде града почетком 14. века, владар Маринида Абу Ја'куб саградио је оближње утврђено насеље под називом Ел-Мансура, које укључује монументалну џамију Мансура (започета 1303. године, данас само делимично сачувана). Даље на истоку, Абу ел-Хасан је основао џамију Сиди Бу Мадијан 1338–1339. године. 

## Османски период
Године 1518. Османско царство је стекло контролу над Алжиром. Под османском влашћу, развио се хибридни стил под утицајем традиционалних турских стилова, укључујући џамије централног плана и панеле од глазираних плочица. Утицај османске архитектуре био је углавном ограничен на алжирску обалу и, посебно, регионалну престоницу Алжир. Алжир се развио у велики град и био је сведок редовног архитектонског покровитељства, те се већина главних споменика из овог периода налази тамо. Насупрот томе, град Тлемсен, некадашња велика престоница, доживео је релативни пад и забележио је далеко мање архитектонских активности.
Алжир је био заштићен зидом дугим око 3,1 км, ојачаним бастионима и са пет капија.  Цитадела-тврђава, казба (отуда потиче и садашње име „Казба“), заузимала је највишу тачку града. До краја 18. века град је имао преко 120 џамија, укључујући преко десетак конгрегативних џамија. Већина становника града снабдевана је водом путем система од пет главних аквадукта и хиљада цистерни, при чему је већина кућа имала сопствену приватну цистерну. Доњи део града, близу обале, био је центар османске и регентске администрације, са најважнијим пијацама, џамијама, богатим резиденцијама, јаничарским касарнама, владиним зградама (попут ковнице новца) и палатама. 

### Религиозна архитектура
Архитектура џамија у Алжиру током овог периода показује конвергенцију вишеструких утицаја, као и особености које се могу приписати иновацијама локалних архитеката. Куполе османског утицаја су уведене у дизајн џамија, али су минарети углавном наставили да се граде са квадратном осовином куле уместо округле или осмоугаоне, чиме је задржана локална традиција, за разлику од савремене архитектуре у османском Тунису и другим османским провинцијама, где је минарет у облику „оловке“ био симбол османског суверенитета. 
Најстарија сачувана џамија из османског периода у Алжиру је џамија Али Бичин у Алжиру, чију изградњу је наручио истоимени адмирал, конвертита италијанског порекла, 1622. године. Џамија је изграђена на врху подигнуте платформе и некада је била повезана са разним анексима, укључујући хоспис, хамам и млин. Минарет и јавна фонтана налазе се на њеном североисточном углу. Унутрашња молитвена сала је центрирана око квадратног простора покривеног великом осмоугаоном куполом која се ослања на четири велика стуба и пендан тиве. Французи су џамију 1834. године претворили у цркву и модификовали је, али након алжирске независности поново је претворена у џамију и реконструисан јој је првобитни распоред просторија. Џамију Кечауа, која је првобитно основана почетком 17. века, обновио је Баба Хасан 1794. године са планом спрата готово идентичним џамији Али Бичин. 1832. претворена је у катедралу, а од 1848. је радикално преуређена, што је резултирало њеним веома другачијим обликом и изгледом данас. Неколико других џамија у Алжиру имају (или су имале) сличан распоред: џамија Сафир, обновљена 1826. године, џамија ал-Саи'да, коју је саградио Мухамед Ибн Осман (владао 1766–1791) и срушили Французи 1832. године, и две друге џамије које је у или близу казбе саградио Хусеин Деј одмах након његовог ступања на власт 1818. године. 
Посебан дизајн ових џамија, са великом централном куполом окруженом низовима мањих купола са сваке стране, био је без преседана у Магребу пре његове појаве у Алжиру у 17. веку. Употреба велике централне куполе и других карактеристика попут темеља на подигнутој платформи, јасно је повезана са османском архитектуром. Међутим, план се прилично разликује од џамија метрополитанске османске архитектуре у Истанбулу и другим османским династичким локалитетима. Неки научници, попут Жоржа Маркеса, сугерисали су да су архитекте или ктитори могли бити под утицајем џамија из османског доба изграђених у левантинским провинцијама царства, одакле су потицали многи владари Алжира.  
Најзначајнији пример османске архитектуре у Алжиру је Нова џамија (Џама ел-Џедид) у Алжиру. Изградио ју је 1660–1661. године ел-Хаџ Хабиб, један од јаничара у Алжиру, и постала је једна од најважнијих ханефитских џамија у граду. Џамија има округлу централну куполу коју носе четири стуба, али уместо да буде окружена мањим куполама, са четири стране је окружена широким просторима са бачвастим сводовима, са малим куполама или сводовима који заузимају углове између ових бачвастих сводова. Бачвасти свод на северној страни куполе (улазна страна) је издужен, дајући главним сводним просторима џамије крстасту конфигурацију која подсећа на хришћанску катедралу. Минарет џамије има традиционални облик. Бројчаници сатова који су данас видљиви додати су касније. Унутар џамије налази се подигнута платформа, аналогна мујезин махфилију у османским џамијама, која стоји испод главне куполе. Мермерни минбер џамије је османског облика и украшен је италијанским детаљима. Михраб има традиционалнији западни исламски облик.   Целокупни дизајн џамије и њени детаљи стога сведоче о очигледној мешавини османских, магребских и европских утицаја. Пошто је архитекта непознат, Џонатан Блум сугерише да је то могао бити локални архитекта који је једноставно узео општу идеју о дизајну османских џамија као полазну тачку, али је развио сопствено тумачење.
Као и у остатку Магреба, гробнице значајних муслиманских личности и суфијских светаца биле су важна верска места. Гробница Сидија Абд ар-Рахмана ел-Та'алибија, суфијског учењака из 15. века од великог значаја за Алжир, била је покривена сводним маузолејемом 1611. године који је садржао мермерне капителе и стубове јасно повезане са онима из садидске архитектуре у Маракешу, што сугерише да је можда имала неке везе са архитектама из Маракеша.  Обновљена је 1696. године у садашњу завију (верски погребни комплекс), која је, између осталог, садржала маузолеј, џамију, хостел и просторије за прање. Међутим, супротно уобичајеној пракси у другим деловима Магреба, комплекс не укључује медресу. Нови маузолеј има куполу у османском стилу, сличну онима на другим горе поменутим џамијама. Такође је изграђен нови минарет јединственог дизајна: квадратна кула чија је спољашњост обавијена аркадом на три нивоа. 
За разлику од савремених династија у суседном Тунису и Мароку, и за разлику од ранијих Зајанида из Тлемсена, владари Алжира нису изградили веће медресе у својој престоници.   Неке су ипак изграђене на другим местима. Један од гувернера Константина, Салах-бег (умро 1792), саградио је две медресе у том граду 1775. и 1779. године.  Иако није тако разрађена као раније средњовековне медресе у Магребу, једна од медреса се одликује маузолејем који садржи посмртне остатке Салах-бега и дела његове породице. Пракса повезивања маузолеја владара или политичког покровитеља са медресом коју је основао била је уобичајена у Каиру на истоку, али неуобичајена у Магребу. 

### Палате и домаћа архитектура
Резиденцијална палата владара у Алжиру, Џанина или Џенина („Мала башта“), налазила се у центру већег палаталног комплекса познатог као Дар ас-Султан у доњем делу града. Овај комплекс је служио као владарска палата до 1816. године, када  се Деј преселио у казбу након британског бомбардовања града те године.  Према неким историјским описима, комплекс је обухватао два главна дворишта. Друго двориште је било мање од првог, али је у свом средишту имало велику фонтану са квадратним базеном. У једном углу овог дворишта широко степениште је водило до галерије која је водила ка престолу владара Алжира. Галерија је била обложена мермерним стубовима са обе стране, поплочана керамичким плочицама, а у свом средишту је имала фонтану са осмоугаоним базеном.  Поред палате налазила се званична џамија, џамија ал-Саида, коју је саградио Мухамед Ибн Осман у 18. веку.  Међутим, након француског освајања 1830. године, већи део доњег града Алжира, укључујући комплекс Дар ал-Султан и његову џамију, срушен је и замењен улицама и зградама европског стила. Као резултат тога, већи део историјског ткива града из периода пре 19. века који је данас сачуван налази се у горњем делу града, данас познатом као Казба (назив се примењује генерално, а не само на некадашњу цитаделу). 
Само један пример архитектуре из комплекса Дар ал-Султан је сачуван до данас, Дар 'Азиза бинт ал-Беј, мала палата која је претворена у надбискупову резиденцију током колонијалног периода. Верује се да је изграђена у 16. веку, иако се њена околина значајно променила.  Првобитно се налазила на косом терену и имала је неколико спратова. Њено првобитно приземље, помало попут подрума, садржало је оставе, кухиње, штале и продавнице дуж спољашње стране, али су оне од тада нестале, а спрат изнад њега је постао приземље. Главна зграда је двоспратна грађевина око унутрашњег квадратног дворишта. Двориште је са све четири стране окружено двоспратном галеријом са потковичастим луковима који се ослањају на мермерне стубове. За декорацију су се користиле разноврсне керамичке плочице, резбарени штуко, решеткасти прозори и фонтана, при чему декорација генерално расте у богатству на горњем нивоу. Собе на горњем спрату су такође величанственије и укључују главну пријемну салу. Само велико степениште је необично у северноафричкој домаћој архитектури овог периода и сугерише да су градитељи можда били упознати са европском архитектуром. 
Горња цитадела, казба, је боље очувана од Дар ал-Султана, али је њен карактер био више војни него палатски. Изградња тврђаве је започета по наређењу Оруча Барбаросе 1516. године, а завршена је 1590. године, замењујући старију цитаделу која се налазила благо низбрдо. До 19. века, казба је садржала највећу јаничарску касарну у граду. Садржала је џамију, складишта, продавнице и друге зграде за војне сврхе. Њени дебели бедеми протежу се дужином од 530 метара, али су такође били интегрисани са некадашњим градским зидинама. Заобљени бастион на југозападу је помагао у заштити града са те стране. Након што је Али Хоџа преселио резиденцију породице Деј у казбу 1816. године, његов наследник, Хусеин Деј (владао 1818-1830), даље је развио цитаделу у резиденцијални и административни центар.  Поред складишта, штала и других војних објеката, цитадела је добила и салу за саветовање (диван), судницу и разне владине канцеларије. Велика осмоугаона зграда у центру данашње цитаделе раније је била фабрика муниције. Дејска палата, на северозападној страни тврђаве, садржала је приватне станове, укључујући харемски део, као и ризницу, две џамије (Дејску џамију и још једну џамију за јаничаре), хамам и кухиње. Најзначајнија карактеристика унутрашњости палате је двориште (васт ад-дар) окружено галеријом на три спрата.  Простор око палате је такође садржао две главне баште и парк са нојевима.
У Алжиру је сачуван и низ других палата или богатих резиденција из османског периода, које углавном деле неке сличне карактеристике као што су улазни хол или ходник, централно унутрашње двориште, вишеспратни распоред. Неки даљи примери резиденција у Алжиру су Дар (палата) Мустафа-паше, из 1799. године, и резиденција позната као Пале де Ре (Палата Ре), која датира из 16. века. Ван зидина града сачуван је и известан број приградских и сеоских вила, које такође карактеришу унутрашња дворишта.   Између 1826. и 1835. године, независни владар Ахмед-бег (такође познат као Хаџ Ахмед) у Константину саградио је себи палату која укључује дворишта и две велике унутрашње баште. 

## Колонијално доба

### Рана колонијална ера
Године 1830, Француска је извршила инвазију на Алжир и започела своју колонијалну владавину над нацијом. Рану колонијалну алжирску архитектуру карактерисали су француски напори да реструктурирају исламски град путем војног инжењерства. Мотивисана перципираном војном и културном супремацијом над својим колонијалним поданицима, рана француска администрација је настојала да радикално трансформише постојеће урбане структуре алжирских градова како би боље омогућила логистику војне окупације и културно одражавала оне француске.
Прве зграде које је изградила француска администрација углавном су се позивале на бројне устаљене европске стилове, укључујући барокни препород и византијски препород. 
Већина француских колонијалних урбаниста и архитеката сматрала је да је задужена за преуређење алжирских градова како би одражавали правилност, симетрију и јавне објекте карактеристичне за француску домовину; колонијалне владе су пројектовале нове развојне објекте са правим линијама и правим угловима и основале бројне јавне објекте, укључујући болнице и поште.
- Алжирско национално позориште Махиједин Бахтарзи (Шарл Фредерик Шасерио, 1850) изграђено је у стилу барокног препорода
- Нотр Дам д'Африк (1858) је истакнути пример византијске препородне архитектуре у Алжиру

### Арапска филозофија
Алжирска колонијална архитектура доживела је промену почетком 1900-их именовањем Шарла Лутоа за генералног гувернера 1903. године. Луто се залагао за усвајање колонијалне културне политике алжирског „повезивања“ са Француском уместо алжирске асимилације, налажући да се јавне зграде граде у хибридном маварском препородном арапском стилу. У вези са Лутоовом политиком, комбинација маварске архитектуре са европским архитектонским стиловима у Алжиру понекад се назива Жонаровим стилом.
- Хотел Префектура (Жил Воано, 1908) у Алжиру
- Велика пошта у Алжиру ( Ж. Воано и М. Тондоар, 1910)
- Гар д'Оран (1913) Алберта Балуа у Орану

### Модернизам
У наредним деценијама, формирање нове колонијалне академске елите и појава модернизма заједно су донели период архитектонског експериментисања које је алжирску архитектуру још више удаљило од устаљених европских стилова. Током овог периода, Алжир се појавио као одржива локација за модернистичко експериментисање међу француским архитектама. Владина палата у Алжиру је репрезентативна за то доба.
Током 1930-их, Алжир је служио као центар архитектонских интелектуалаца. 1932. године формирана је алжирска филијала Друштва модерних архитеката; друштво се залагало за модернизам, наређујући својим следбеницима да граде у оквиру „принципа модерне естетике“. Следеће године, град је био домаћин прве Изложбе урбанизма и модерне архитектуре.
Алжирска природа за архитектонске експерименте је можда најбоље илустрована у нереализованом генералном плану за Алжир Ле Корбизјеа из 1932-1942. Незванични план, назван План Обус, укључивао је низ развојних пројеката изграђених преко постојеће казбе око амбициозног низа издигнутих мостова и путева.
Током педесетих и шездесетих година 20. века, алжирску архитектуру, посебно ону у граду Алжиру, карактерисале су нове идеје урбаног модернизма под утицајем Ле Корбизјеа. Архитекте Бернар Зерфус, Луј Микел и Фернан Пујон су током деценија изградили низ значајних модернистичких зграда у Алжиру, укључујући стамбене комплексе. Током ове ере, француски колонијални архитекти су се сусрели са значајним неслагањем једни с другима око различитих филозофија расне интеграције између француских и староседелачких алжирских становника.
- Градска кућа у Џиђелу (првобитно Хотел де Вил де Џиђел, 1936, аутори Герино и Бастелика) интегрисала је естетику раног модернизма
- Архитектура Фернана Пујона (Diar el Mahçoul) настојала је да појача осећај француско-алжирске сарадње усред растућих колонијалних немира.
- Катедрала Сакр-Кер у Алжиру (Пол Хербе и Жан Ле Кутур, 1956) је пример касног колонијалног модернизма у Алжиру

## Постколонијална ера
Одмах након алжирске независности 1962. године, нова власт у земљи је уложила значајан напор да деколонизује земљу искорењивањем француског утицаја на Алжир; међутим, мало архитеката у земљи је било спремно да пројектује у оквиру још увек двосмисленог националног идентитета одвојеног од историје колонизације нације. Архитекта Абдерахман Бушама је био кључна фигура у каснијем процесу развоја посебног алжирског архитектонског идентитета, објавивши низ радова, укључујући и књигу „L'Arceau qui chante“ из 1966. године, која се бавила том темом.
- Универзитет наука и технологије Хуари Бумедјен (Оскар Нимајер, 1968)
- Универзитет Константин 1 (Оскар Нимајер, 1968)
- Меморијал мученика, Алжир (Бакир Јелес, Мариан Кониечни)

## Берберска архитектура и други локални облици

### Северни Алжир
Северно алжирски Бербери традиционално користе две врсте народних станишта: кућу Шавија (народ) и кабилски акхам. Шавија куће, традиционалне за Шавија Бербере из Ореса, састоји се од кућа од блатне цигле са равним кровом и каменим темељима. Приземље кућа садржи централну просторију која се користи за спавање са огњиштем, местом за ткање, оставом и посудама за воду. Ови станови се понекад граде директно уз друге куће или стене, како би се побољшала ефикасност градње и смањили трошкови грађевинског материјала.
За разлику од кућа Шавија, кабилске куће, које су изградили Бербери из Кабилије, изграђене су од камена и имају косе, црепне кровове. Куће Кабила се такође граде у секцијама; како се породица шири, могу се додати додатни делови. Приземље типичне кабилске куће подељено је на два дела, први, тамнији део, користи се за смештај животиња, док се други, осветљени крај, користи за кување, ткање и пријем гостију. Мали таван изнад сточарских просторија се традиционално користи као спаваћа соба током зиме.
- Кућа Шавија у Менаи (око 1920.)
- Кућа Шавија у Менаи са видљивим каменим темељима и зидовима од цигле
- Слика Кабилске куће представљена на Светској изложби 1889. године
- Старе кабилске куће у провинцији Беџаја

### Мзаб
Регион Мзаб у Алжиру, који обухвата град Гардају, има препознатљиве џамије и куће које су изграђене од набијене земље и потпуно окречене. Структуре овде такође често користе куполе и бачвасте сводове. Минарети џамија у овом региону разликују се од оних у другим регионима: високи су и имају квадратну основу, али се сужавају према врху и крунисани су угловима налик „роговима“. У куће се обично улази кроз закривљени пролаз који води до централног дворишта у приземљу, са галеријом која обично окружује овај простор на горњем спрату. Делови куће понекад надвисују улицу и ослањају се на камене конзоле.